# Rembrandt Awards
Les Rembrandt Awards sont des récompenses cinématographiques néerlandaises créées en 1993.
Elles n'ont pas été attribuées entre 1999 et 2006 mais ont été relancées en 2007 par le journaliste René Mioch. Le comité du film et le jury de la Rembrandt Awards Foundation sélectionne des films et des interprètes dans plusieurs catégories et le public néerlandais vote par Internet afin de désigner les lauréats.

## Catégories de récompense
- Prix Rembrandt (Rembrandt Awards)
- Prix du public (Audience Award)
- Meilleur réalisateur (Best Director / Beste regisseur)
- Meilleur film néerlandais (Beste Nederlandse film)
- Meilleur acteur néerlandais (Beste Nederlandse Acteur)
- Meilleure actrice néerlandaise (Beste Nederlandse Actrice)
- Meilleur film étranger (Best International Film / Beste Buitenlandse Film)
- Meilleur acteur étranger (Best International Actor / Beste Buitenlandse Acteur)
- Meilleure actrice étrangère (Best International Actress / Beste Buitenlandse Actrice)

## Palmarès

### Palmarès1998

#### Prix du public du meilleur réalisateur
- Steven Spielberg pour Le Monde perdu : Jurassic Park (The Lost World: Jurassic Park)

#### Prix du public du meilleur film étranger
- Volte-face (Face/Off) •  États-Unis

### Palmarès2007

#### Meilleur film néerlandais
- Black Book (Zwartboek) – Paul Verhoeven et San Fu Maltha

#### Meilleur acteur néerlandais
- Daniël Boissevain pour le rôle de Herman Brood dans Wild Romance

#### Meilleure actrice néerlandaise
- Carice van Houten pour les rôles de Rachel Stein et Ellis de Vries dans Black Book (Zwartboek)
  - Halina Reijn pour le rôle de Ronnie dans Black Book (Zwartboek)

#### Meilleur film étranger
- Pirates des Caraïbes : Le Secret du coffre maudit (Pirates of the Caribbean : Dead Man's Chest) – Jerry Bruckheimer •  États-Unis

#### Meilleur acteur étranger
- Johnny Depp pour le rôle du capitaine Jack Sparrow dans Pirates des Caraïbes : Le Secret du coffre maudit (Pirates of the Caribbean : Dead Man's Chest)

#### Meilleure actrice étrangère
- Meryl Streep pour le rôle de Miranda Priestly dans Le Diable s'habille en Prada (The Devil Wears Prada)

#### Meilleure sortie DVD
- Black Book (Zwartboek) – Paul Verhoeven
- Pirates des Caraïbes : Le Secret du coffre maudit (Pirates of the Caribbean : Dead Man's Chest)

### Palmarès2008

#### Meilleur film néerlandais
- Alles is Liefde (Love Is All) – Joram Lürsen et San Fu Maltha

#### Meilleur acteur néerlandais
- Thomas Acda pour le rôle de Ted Coelman dans Alles is Liefde (Love Is All)
  - Jeroen Spitzenberger pour le rôle du Prince Valentin dans Alles is Liefde (Love Is All)
  - Michiel Romeyn pour le rôle de Jan dans Alles is Liefde (Love Is All)

#### Meilleure actrice néerlandaise
- Carice van Houten pour le rôle de Kiki Jollema dans Alles is Liefde (Love Is All)
  - Anneke Blok pour le rôle de Simone Coelman dans Alles is Liefde (Love Is All)

#### Meilleur film étranger
- Pirates des Caraïbes : Jusqu'au bout du monde (Pirates of the Caribbean: At World's End) – Jerry Bruckheimer •  États-Unis

#### Meilleur acteur étranger
- Johnny Depp pour Pirates des Caraïbes : Jusqu'au bout du monde (Pirates of the Caribbean: At World's End)

#### Meilleure actrice étrangère
- Keira Knightley pour Reviens-moi (Atonement)

### Palmarès2009

#### Meilleur film néerlandais
- Winter in Wartime (Oorlogswinter) – Martin Koolhoven

#### Meilleur acteur néerlandais
- Martijn Lakemeier pour le rôle de Michiel dans Winter in Wartime (Oorlogswinter)
  - Yorick van Wageningen pour le rôle de Oom Ben dans Winter in Wartime (Oorlogswinter)

#### Meilleure actrice néerlandaise
- Melody Klaver pour le rôle Erica dans Winter in Wartime (Oorlogswinter)

#### Meilleur film étranger
- Mamma Mia! – Phyllida Lloyd •  États-Unis  Royaume-Uni  Allemagne
  - The Dark Knight : Le Chevalier noir (The Dark Knight) – Christopher Nolan •  États-Unis  Royaume-Uni

#### Meilleur acteur étranger
- Heath Ledger pour le rôle du Joker dans The Dark Knight : Le Chevalier noir (The Dark Knight)

#### Meilleure actrice étrangère
- Meryl Streep pour le rôle de Donna dans Mamma Mia!

#### Meilleure sortie DVD
- Alles is Liefde (Love Is All) – San Fu Maltha et Joram Lürsen

### Palmarès2010

#### Meilleur film néerlandais
- Komt een vrouw bij de dokter – Reinout Oerlemans

#### Meilleur acteur néerlandais
- Barry Atsma pour le rôle de Stijn dans Komt een vrouw bij de dokter

#### Meilleure actrice néerlandaise
- Carice van Houten pour le rôle de Carmen dans Komt een vrouw bij de dokter
  - Anna Drijver pour le rôle de Roos dans Komt een vrouw bij de dokter

#### Meilleur film étranger
- Avatar •  États-Unis

#### Meilleur acteur étranger
- Brad Pitt pour le rôle de Benjamin Button dans L'Étrange Histoire de Benjamin Button (The Curious Case of Benjamin Button)

#### Meilleure actrice étrangère
- Sandra Bullock pour le rôle de Margaret Tate dans La Proposition (The Proposal)

#### Meilleure chanson de film
- Komt een vrouw bij de dokter – Dinand Woesthoff (Kane)

#### Meilleure sortie DVD
- Avatar

### Palmarès2011

#### Meilleur film néerlandais
- New Kids Turbo – Steffen Haars et Flip van der Kuil
  - Loft – Antoinette Beumer

#### Meilleur acteur néerlandais
- Jeroen van Koningsbrugge pour le rôle de Willem van Eijk dans Loft
  - Barry Atsma pour le rôle de Matthias Stevens dans Loft

#### Meilleure actrice néerlandaise
- Carice van Houten pour De Gelukkige Huisvrouw
  - Anna Drijver pour le rôle de Ann Marai dans Loft

#### Meilleur film étranger
- Inception – Christopher Nolan •  États-Unis  Royaume-Uni

#### Meilleur acteur étranger
- Johnny Depp pour le rôle du Chapelier Fou dans Alice au pays des merveilles (Alice in Wonderland)

#### Meilleure actrice étrangère
- Angelina Jolie pour le rôle de Evelyn Salt dans Salt

#### Meilleure chanson de film
- New Kids Turbo – Paul Elstak

### Palmarès2012

#### Meilleur film néerlandais
- Jardins secrets (Gooische vrouwen) – Will Koopman[1]
  - De Heineken Ontvoering (The Heineken Kidnapping) – Maarten Treurniet[2]
  - Ingrid Jonker (Black Butterflies) – Paula van der Oest

#### Meilleur acteur néerlandais
- Rutger Hauer pour De Heineken Ontvoering (The Heineken Kidnapping)
  - Reinout Scholten van Aschat pour le rôle de Rem dans De Heineken Ontvoering (The Heineken Kidnapping)
  - Teun Kuilboer pour le rôle de Frans dans De Heineken Ontvoering (The Heineken Kidnapping)
  - Peter Paul Muller pour le rôle de Martin Morero dans Jardins secrets (Gooische vrouwen)

#### Meilleure actrice néerlandaise
- Carice van Houten pour le rôle de Ingrid Jonker dans Ingrid Jonker (Black Butterflies)
  - Sallie Harmsen pour le rôle de Lisa dans De Heineken Ontvoering (The Heineken Kidnapping)
  - Linda de Mol pour le rôle de Cheryl Morero dans Jardins secrets (Gooische vrouwen)
  - Tjitske Reidinga pour le rôle de Claire van Kampen dans Jardins secrets (Gooische vrouwen)
  - Susan Visser pour le rôle de Anouk Verschuur dans Jardins secrets (Gooische vrouwen)

#### Meilleur film étranger
- Harry Potter et les Reliques de la Mort, partie 2 (Harry Potter and the Deathly Hallows: Part 2) •  États-Unis  Royaume-Uni
  - Le Discours d'un roi (The King's Speech) •  Royaume-Uni  États-Unis  Australie
  - Fast and Furious 5 (Fast Five) •  États-Unis
  - Mission impossible : Protocole Fantôme (Mission: Impossible – Ghost Protocol) •  États-Unis
  - Pirates des Caraïbes : La Fontaine de Jouvence (Pirates of the Caribbean: On Stranger Tides) •  États-Unis  Royaume-Uni

#### Meilleur acteur étranger
- Colin Firth pour le rôle du roi George VI dans Le Discours d'un roi (The King's Speech)
  - Tom Cruise pour le rôle de Ethan Hunt dans Mission impossible : Protocole Fantôme (Mission: Impossible – Ghost Protocol)

#### Meilleure actrice étrangère
- Natalie Portman pour les rôles de Nina Sayers et La reine des cygnes dans Black Swan

#### Meilleure chanson de film
- De Heineken Ontvoering (The Heineken Kidnapping) – Trijntje Oosterhuis
- Jardins secrets (Gooische vrouwen) – Alain Clark

### Palmarès2013

#### Meilleur film néerlandais
- Alles is familie (Family Way) – Joram Lürsen[3]

#### Meilleur acteur néerlandais
- Thijs Römer pour le rôle de Rutmer de Roover dans Alles is familie (Family Way)
  - Benja Bruijning pour le rôle de Charlie de Roover dans Alles is familie (Family Way)
  - Jacob Derwig pour le rôle de Dick Tasman dans Alles is familie (Family Way)

#### Meilleure actrice néerlandaise
- Carice van Houten pour le rôle de Winnie de Roover dans Alles is familie (Family Way)
  - Tjitske Reidinga pour le rôle de Linda dans Alles is familie (Family Way)

#### Meilleur film étranger
- Intouchables •  France
  - Skyfall •  Royaume-Uni  États-Unis  Turquie
  - The Amazing Spider-Man •  États-Unis

#### Meilleure actrice étrangère
- Meryl Streep pour le rôle de Margaret Thatcher dans La Dame de fer (The Iron Lady)
  - Judi Dench pour le rôle de M dans Skyfall
  - Kristen Stewart pour le rôle de Blanche-Neige dans Blanche-Neige et le Chasseur (Snow White and the Huntsman)
  - Emma Stone pour le rôle de Gwen Stacy dans The Amazing Spider-Man

#### Meilleure chanson de film
- Alles is familie (Family Way) – Bart van der Weide (pour la chanson Racoon)
  - Alles is familie (Family Way) – Gers Pardoel

### Palmarès2014

#### Meilleur film néerlandais
- De Nieuwe Wildernis – Ruben Smit et Mark Verkerk
  - Daglicht – Diederik van Rooijen
  - Mannenharten – Mark de Cloe

#### Meilleur acteur néerlandais
- Barry Atsma pour le rôle de Dennis dans Mannenharten
  - Fedja van Huêt pour le rôle de Ray Boelens dans Daglicht
  - Daan Schuurmans pour le rôle de Tim dans Mannenharten
  - Jeroen Spitzenberger pour le rôle de Wouter dans Mannenharten

#### Meilleure actrice néerlandaise
- Angela Schijf pour le rôle de Iris Boelens dans Daglicht
  - Katja Herbers pour le rôle de Nicole dans Mannenharten

#### Meilleur film étranger
- Hunger Games : L'Embrasement (The Hunger Games: Catching Fire) – Francis Lawrence •  États-Unis

#### Meilleur acteur étranger
- Leonardo DiCaprio pour le rôle de Jay Gatsby dans Gatsby le Magnifique (The Great Gatsby)

#### Meilleure actrice étrangère
- Jennifer Lawrence pour le rôle de Katniss Everdeen dans Hunger Games : L'Embrasement (The Hunger Games: Catching Fire)

#### Meilleure chanson de film
- Mannenharten – Bløf